# Vunenasta obojnjača
Vunenasta obojnjača ili svilenasta tobolčarka (lat. Volvariella bombycina) je vrsta jestive gljive iz roda Volvariella. 

## Opis
- Klobuk vunenaste obojnjače je širok od 5 do 20 centimetara, bijel, prekriven svilenastim vunastorahlim čehicama (vlakancima); najprije jajolik ili stožast, zatim polukuglast i na kraju otvoren, ponekad je lagano ispupčen; u ranoj mladosti cijeli je plodnjak obavijen u ovoj.
- Listići su gusti, najprije bijeli zatim crvenkasti, s mnogo lamelula.
- Stručak je visok od 8 do 10 centimetara, promjera od 1 do 2 cm, bijel, gol, prema gore nešto tanji, pun; na dnu je širok ostatak kožastog ovoja.
- Meso je bijelo, čvrsto, miris na rotkvicu, okus je dobar.
- Spore su eliptično jajolike, crvenkastosmeđe, 7 – 8 x 5 – 6 μm.

## Stanište
Raste ljeti i u jesen po sjenovitim uvalama šuma, na srušenim i napola trulim stablima bjelogorice (bukva). 

## Upotrebljivost
Vunenasta obojnjača je jestiva, nema veliku vrijednost.

## Sličnosti
Zbog svojstvenog izgleda i svilenkastih čeha bijele boje, te staništa na kojem raste, nemoguća je zamjena s bilo kakvim gljivom. Međutim, prilično je rijetka, tako da nema neke naročite vrijednosti. Na primjer, može se naći na Sljemenu na povaljenoj bukvi. 

## Slike
|  |  |  |  |  |
|  |  |  |  |  |